# 승저증

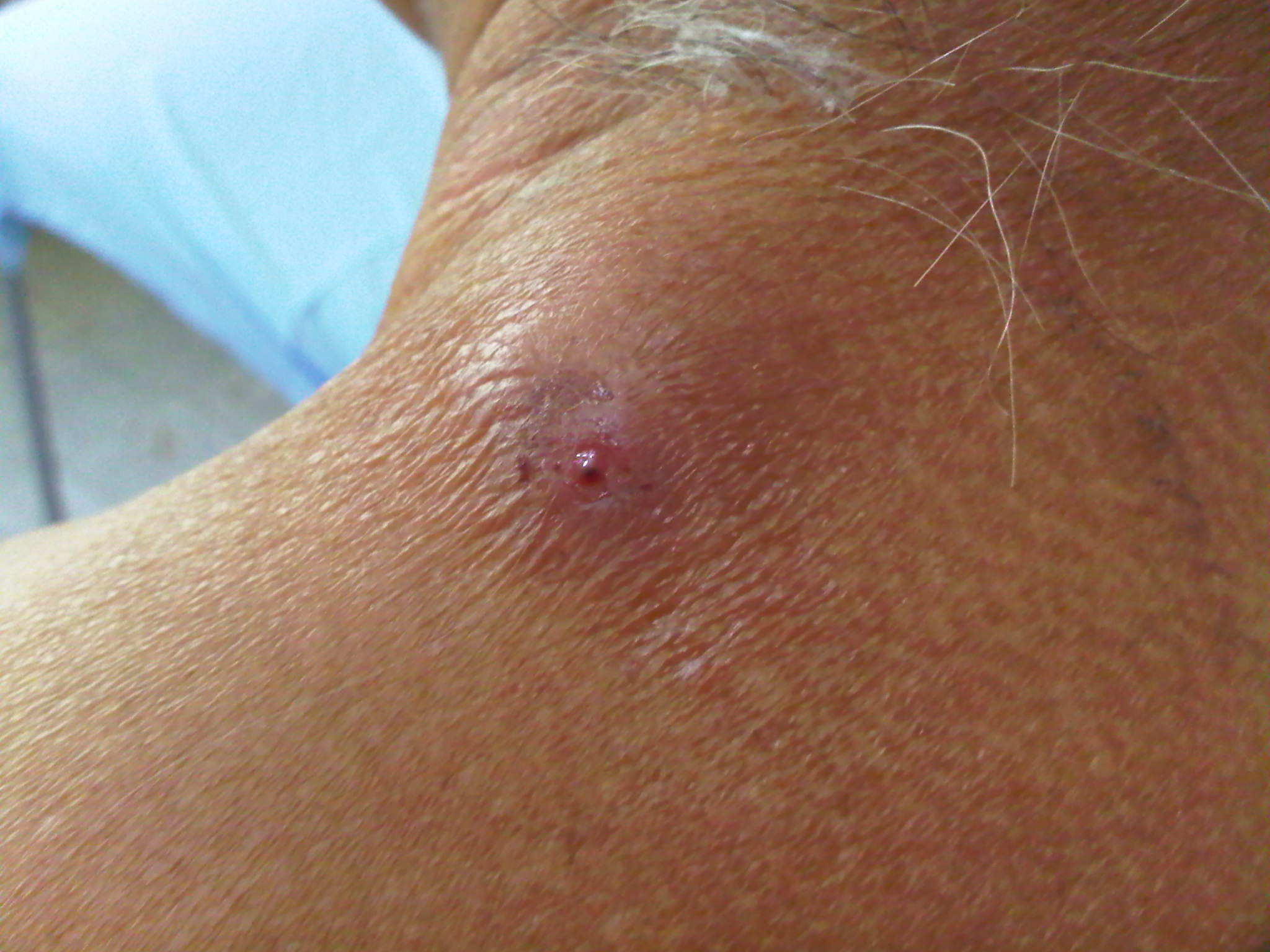
사람 목에 발생한 승저증.

승저증(蠅蛆症 myiasis)은 파리 애벌레(즉 구더기)가 살아 있는 동물의 생체조직을 뜯어먹으며 기생하는 것이다. 사람도 기생당할 수 있다. 대개 상처로 인해 피부가 벌어져 내부 조직이 노출되었을 때 적절한 치료를 받지 못할 경우 그 상처에 파리가 알을 낳아 감염되지만, 쇠파리과의 파리들처럼 멀쩡한 피부에 알을 낳아도 구더기가 피하로 침투할 수 있는 종도 있다.
사람 이외의 동물들은 말을 할 수 없고 고통을 호소할 수 없기 때문에 승저증을 제대로 치료받지 못하고 만성질환이 되는 경우가 많으며, 전세계적으로 오래된 축산업의 난제로 남아 있다. 승저증의 증세는 기생한 파리의 종과 기생한 부위에 따라 크게 달라지지만 많은 경우 살을 찢어 구더기를 끄집어내는 외과적 치료를 요한다.